# Acupicta mecki
Acupicta mecki is een vlinder uit de familie van de Lycaenidae. De wetenschappelijke naam van de soort is voor het eerst geldig gepubliceerd in 1974 door Eliot.